# Juaye-Mondaye
Juaye-Mondaye is een gemeente in het Franse departement Calvados (regio Normandië) en telt 679 inwoners (2019). De plaats maakt deel uit van het arrondissement Bayeux.
In de gemeente ligt de Abdij van Mondaye, gesticht in 1202 en de enige nog actieve abdij van norbertijnen in Frankrijk.

## Geografie
De oppervlakte van Juaye-Mondaye bedraagt 16,2 km², de bevolkingsdichtheid is 42 inwoners per km².
De onderstaande kaart toont de ligging van Juaye-Mondaye met de belangrijkste infrastructuur en aangrenzende gemeenten.

## Demografie
Onderstaande figuur toont het verloop van het inwonertal (bron: INSEE-tellingen).
Vanwege een beveiligingsprobleem met de MediaWiki Graph-software is het momenteel niet mogelijk deze grafiek weer te geven. Zodra de software is bijgewerkt zal de grafiek vanzelf weer zichtbaar worden.